# Shigenobu Nagamori
Shigenobu Nagamori (* 28. August 1944 in Kyoto) ist ein japanischer Manager. Er leitet das Unternehmen Nidec.

## Leben
Nagamori gründete das Unternehmen Nidec im Jahr 1973.
Im Jahr 2018 wurde Nagamori vom Harvard Business Review in die Liste The Best-Performing CEOs in the World 2018 aufgenommen.